# Station Dal
Station Dal  is een station in Dal in de gemeente Eidsvoll in fylke Viken  in  Noorwegen. Het station langs Hovedbanen werd geopend in 1854. Dal is het eindpunt van lijn L13 de stoptrein van Dal via Oslo-S naar  Drammen.